# 1927 a légi közlekedésben
Ez a lista az 1927-es év légi közlekedéssel kapcsolatos eseményeit tartalmazza.

## Események
- május 7. – Megalapítják a brazil Varig légitársaságot.[1]
- június 28. – Megalapítják az Iberia spanyol légitársaságot.[2]
- december 4. – Megalakul az amerikai Pan American Airways légitársaság.[3]

## Első felszállások
- szeptember 27. – Avia BH–33[4]